# 1625
1625 је била проста година.

## Догађаји

### Март
- 27. март — Чарлс I Стјуарт постаје краљ Енглеске, након смрти свог оца Џејмса I.

### Април
- 1. април — Удружена шпанска и португалска флота је започела поновно освајање Баије од Холанђана у Холандско-португалском рату.